# Discografia di Marco Carta
Questa pagina contiene la discografia del cantante italiano Marco Carta.

## Album

### Album in studio
| Anno | Titolo | Posizione massima | Posizione massima | Certificazione                                 |
| Anno | Titolo | ITA               | SWI               | Parametri FIMI                                 |
| --- | --- | ----------------- | ----------------- | ---------------------------------------------- |
| 2008 | Ti rincontrerò - Pubblicato: 13 giugno 2008 - Etichetta: Warner Music Italy/Atlantic Records - Formati: CD, download digitale     | 3                 | —                 | - Italia: Platino - Vendite italiane: 100.000+ |
| 2009 | La forza mia - Pubblicato: 20 febbraio 2009 - Etichetta: Warner Music Italy/Atlantic Records - Formati: CD, download digitale     | 3                 | 62                | - Italia: Platino - Vendite italiane: 100.000+ |
| 2010 | Il cuore muove - Pubblicato: 25 maggio 2010 - Etichetta: Warner Music Italy/Atlantic Records - Formati: CD, download digitale     | 2                 | —                 | - Italia: Oro - Vendite italiane: 30.000+      |
| 2012 | Necessità lunatica - Pubblicato: 10 aprile 2012 - Etichetta: Warner Music Italy/Atlantic Records - Formati: CD, download digitale | 2                 | —                 |                                                |
| 2014 | Merry Christmas - Pubblicato: 1 dicembre 2014 - Etichetta: Warner Music Italy/Atlantic Records - Formati: CD, download digitale   | 13                | —                 |                                                |
| 2016 | Come il mondo - Pubblicato: 27 maggio 2016 - Etichetta: Warner Music Italy/Atlantic Records - Formati: CD, download digitale      | 5                 | —                 |                                                |
| 2017 | Tieniti forte - Pubblicato: 26 maggio 2017 - Etichetta: Warner Music Italy - Formati: CD, download digitale                       | 5                 | —                 |                                                |
| 2019 | Bagagli leggeri - Pubblicato: giugno 2019 - Etichetta: Saifam Group - Formati: CD, download digitale                              | 14                | —                 |                                                |
| Il simbolo "—" indica che l'album non è entrato in classifica in quel Paese e/o non ha ricevuto certificazioni. | |                   |                   |                                                |

### Album dal vivo
| Anno | Titolo | Posizione massima | Certificazione |
| Anno | Titolo | ITA               | Parametri FIMI |
| --- | --- | ----------------- | -------------- |
| 2008 | In concerto - Pubblicato: 3 ottobre 2008 - Etichetta: Warner Music Italy/Atlantic Records - Formati: CD, DVD, download digitale | 10                | —              |
| Il simbolo "—" indica che l'album live non è entrato in classifica in quel Paese e/o non ha ricevuto certificazioni. | |                   |                |

## Singoli
| 2008 | Ti rincontrerò                   | 18 |                  | Ti rincontrerò     |
| 2008 | Un grande libro nuovo            | 26 |                  | Ti rincontrerò     |
| 2009 | La forza mia                     | 2  | ITA: Platino (2) | La forza mia       |
| 2009 | Dentro ad ogni brivido           | 7  | ITA: Oro         | La forza mia       |
| 2009 | Resto dell'idea                  | 6  |                  | La forza mia       |
| 2010 | Quello che dai                   | 1  | ITA: Oro         | Il cuore muove     |
| 2010 | Niente più di me                 | 22 | –                | Il cuore muove     |
| 2012 | Mi hai guardato per caso         | 6  | ITA: Oro         | Necessità lunatica |
| 2012 | Necessità lunatica               | 4  | ITA: Oro         | Necessità lunatica |
| 2013 | Scelgo me                        | 10 | ITA: Oro         | Necessità lunatica |
| 2013 | Fammi entrare                    | 9  | –                | Necessità lunatica |
| 2014 | Splendida ostinazione            | 1  | ITA: Platino     | Come il mondo      |
| 2015 | Ho scelto di no                  | 22 | ITA: Oro         | Come il mondo      |
| 2016 | Non so più amare                 | 38 |                  | Come il mondo      |
| 2016 | Stelle                           | -  |                  | Come il mondo      |
| 2017 | Il meglio sta arrivando          | 47 |                  | Tieniti forte      |
| 2018 | Finiremo per volerci bene        | -  |                  | Tieniti forte      |
| 2018 | Una foto di me e di te           | -  |                  | Bagagli leggeri    |
| 2019 | Io ti riconosco                  | -  |                  | Bagagli leggeri    |
| 2019 | I giorni migliori                | -  |                  | Bagagli leggeri    |
| 2020 | Domeniche da Ikea (feat. Angemi) | -  |                  | -                  |
| 2021 | Mala Suerte                      | -  |                  | -                  |
| 2022 | Sesso romantico                  | -  |                  | -                  |
| 2022 | (Forse) Non mi basti più         |    |                  | -                  |
| 2023 | Supernova                        |    |                  | -                  |
| 2024 | Voragine                         |    |                  | -                  |
| 2025 | Solo fantasia                    |    |                  | -                  |
| Il simbolo "—" indica che il singolo non è entrato in classifica in quel Paese e/o non ha ricevuto certificazioni. |                                  |    |                  |                    |

### Altre canzoni in classifica
| Anno | Titolo | Posizione massima | Certificazione | Provenienza |
| Anno | Titolo | ITA               | Parametri FIMI | Provenienza |
| ---- | --- | ----------------- | -------------- | ----------- |
| 2012 | Si tú no vuelves                                                                                                 | 6                 | —              | —           |
| 2012 | E penso a te | 6                 | —              | —           |
| 2012 | Alta marea | 9                 | —              | —           |
| 2012 | Come se non fosse stato mai amore                                                                                | 10                | —              | —           |
| 2012 | Il simbolo "—" indica che il brano non è entrato in classifica in quel Paese e/o non ha ricevuto certificazioni. |                   |                |             |

## Video musicali
Fonte
- 2008 - Ti rincontrerò
- 2009 - Un grande libro nuovo
- 2009 - La forza mia
- 2009 - Dentro ad ogni brivido
- 2010 - Quello che dai
- 2010 - Niente più di me
- 2012 - Mi hai guardato per caso regia di Marco Salom
- 2012 - Necessità lunatica regia di Marco Salom
- 2012 - Casualmente miraste
- 2013 - Scelgo me regia di Simone Angiulli
- 2013 - Ti voglio bene regia di Simone Angiulli
- 2014 - Splendida ostinazione regia di Marco Salom
- 2014 - Jingle Bell Rock
- 2015 - Ho scelto di no regia di Luca Gatti
- 2016 - Non so più amare regia di Claudio Zagarini
- 2016 - Stelle (Official Lyrics video)
- 2017 - Il meglio sta arrivando di Alessandra Alfieri
- 2018 - Finiremo per volerci bene di Federico Cangianiello & Marco Jeannin
- 2018 - Una foto di me e di te
- 2019 - Io ti riconosco
- 2019 - I giorni migliori
- 2021 - Mala Suerte regia di Creativite